# Lezley Zen
Lezley Zen (Charleston, Dél-Karolina, 1974. február 19. –) amerikai pornószínésznő.

## Válogatott filmográfia
| 1. Nasty Habits (2007) (V) 2. Cheating Housewives (2007) (V) 3. Big Boob Centerfolds (2007) (V) 4. Diary of a MILF 1 (2006) (V) 5. Jessica Drake: Raw (2006) (V) 6. Lesbian Centerfolds 2 (2006) (V) 7. Hot Cherry Pies 3 (2006) (V) 8. Fantastic 4 on the Floor (2006) (V) 9. Stick It (2006) (V) 10. Butt Bangin' Baby Dolls (2006) (V) 11. Yabos 2 (2006) (V) | 1. Silver Label (2005) (V) 2. Dasha: Like a Geyser (2005) (V) 3. Going Off the DP End (2005) (V) 4. Spreading My Seed (2005) (V) 5. P.O.V. 9 (2005) (V) 6. 31 Flavors (2005) (V) 7. Puss & Butts (2005) (V) 8. Jerk & Squirt (2005) (V) 9. Orgy Addicts (2005) (V) 10. Sex for the Viewer (2005) (V) 11. Second Thoughts (2005) (V) |